# Posłonek rozesłany
Posłonek rozesłany (Helianthemum nummularium (L.) Mill.) – gatunek rośliny należący do rodziny posłonkowatych. Rośnie dziko w Europie oraz w Azji Zachodniej i na Kaukazie.

## Morfologia
PokrójZimozielona krzewinka osiągająca wysokość do 30 cm, o kosmatych, rozgałęzionych i podnoszących się pędach. Oprócz pędów kwiatowych występują pędy płonne.
LiścieUlistnienie naprzeciwległe. Liście z przylistkami, eliptyczne lub równowąskolancetowate, połyskujące, o szerokości do 6 mm i długości do 25 mm. Na górnej stronie są zazwyczaj prawie nagie, na dolnej stronie porośnięte krótkimi i gęstymi włoskami tworzącymi kutner. Na brzegach i na nerwach włoski dłuższe i gwiazdkowate. Ogonki liściowe o długości 2–4 mm.
KwiatyDuże, pojedyncze, złocistożółte o wcześnie odpadających płatkach długości 8–12 mm. Wyrastają na kosmatych szypułkach o długości 5–10 mm.  Kielich trwały. Jego wewnętrzne działki mają długość 5–8 mm, zazwyczaj są słabo kutnerowate, na nerwach porośnięte długimi włoskami.
OwocPękająca 3  klapami torebka z niełupkami.

## Biologia i ekologia
Krzewinka, chamefit. Kwitnie od maja do sierpnia, początkowo bardzo obficie, później słabiej.
W obrębie gatunku wyróżnianych jest 11 podgatunków, jeden podgatunek mieszańcowy i jedną odmianę:
- H. nummularium subsp. berteroanum (Bertol.) Breistr.
- H. nummularium subsp. glabrum (W.D.J.Koch) Wilczek
- H. nummularium subsp. grandiflorum (Scop.) Schinz & Thell.
- H. nummularium subsp. lycaonicum Coode & Cullen
- H. nummularium subsp. nummularium
- H. nummularium subsp. obscurum (Pers.) Holub
- H. nummularium subsp. pyrenaicum (Janch.) Schinz & Thell.
- H. nummularium subsp. semiglabrum (Badarò) M.Proctor
- H. nummularium subsp. tinetense (M.Mayor & Fern.Benito) Martín-Hernanz, Velayos, Albaladejo & Aparicio
- H. nummularium subsp. tomentosum (Scop.) Schinz & Thell.
- H. nummularium subsp. urrielense M.Laínz
- H. nummularium nothosubsp. kerneri (Gottl.-Tann. & Janch.) Lambinon
- H. nummularium var. roseum (Willk.) C.K.Schneid.

W Polsce występują cztery podgatunki: subsp. nummularium (podgatunek typowy), posłonek rozesłany nagi subsp. glabrum (W.D.J.Koch) Wilczek, posłonek rozesłany wielkokwiatowy subsp. grandiflorum (Scop.) Schinz & Thell. i posłonek rozesłany pospolity obscurum (Pers.) Holub.

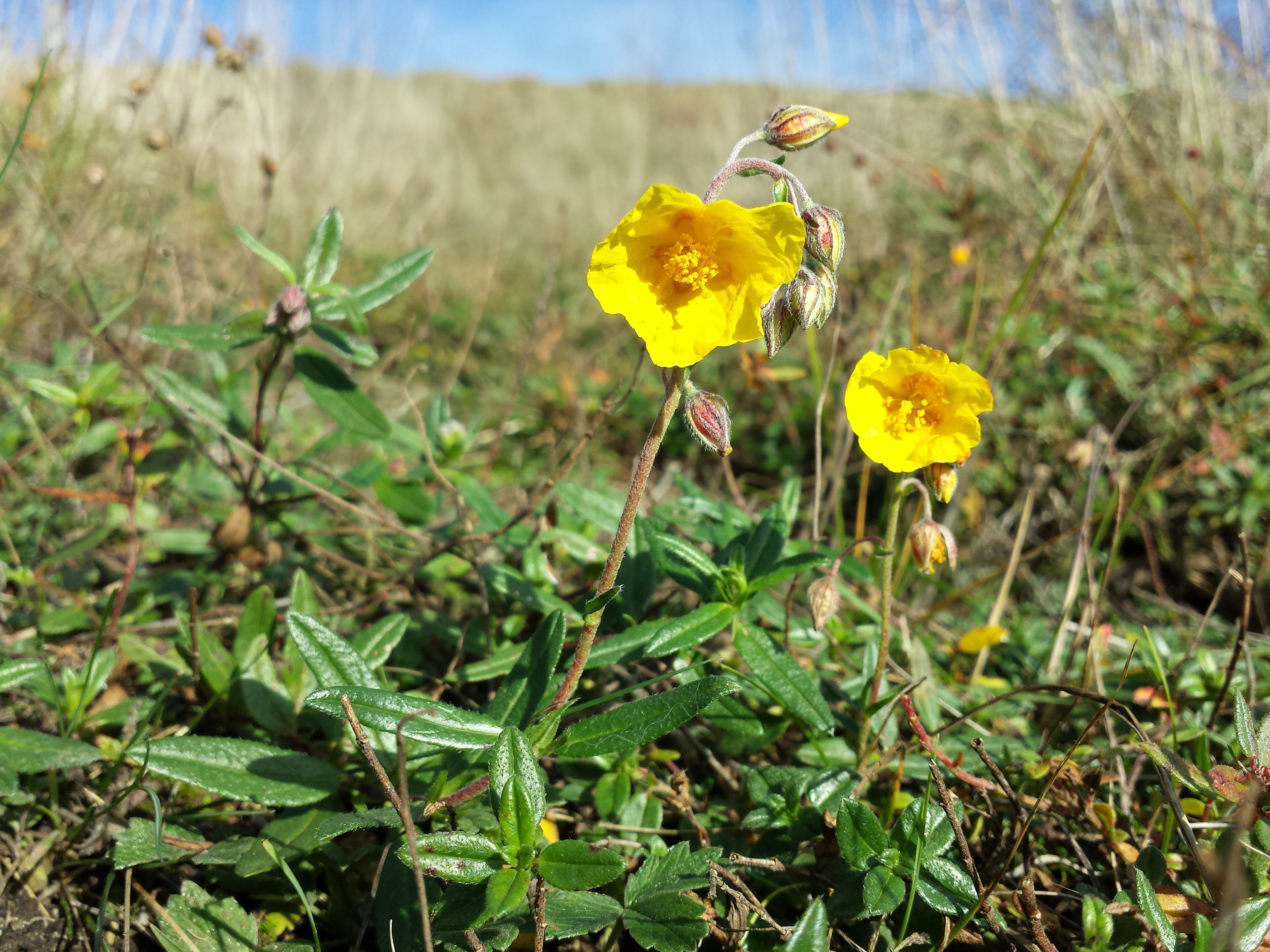
Posłonek rozesłany pospolity
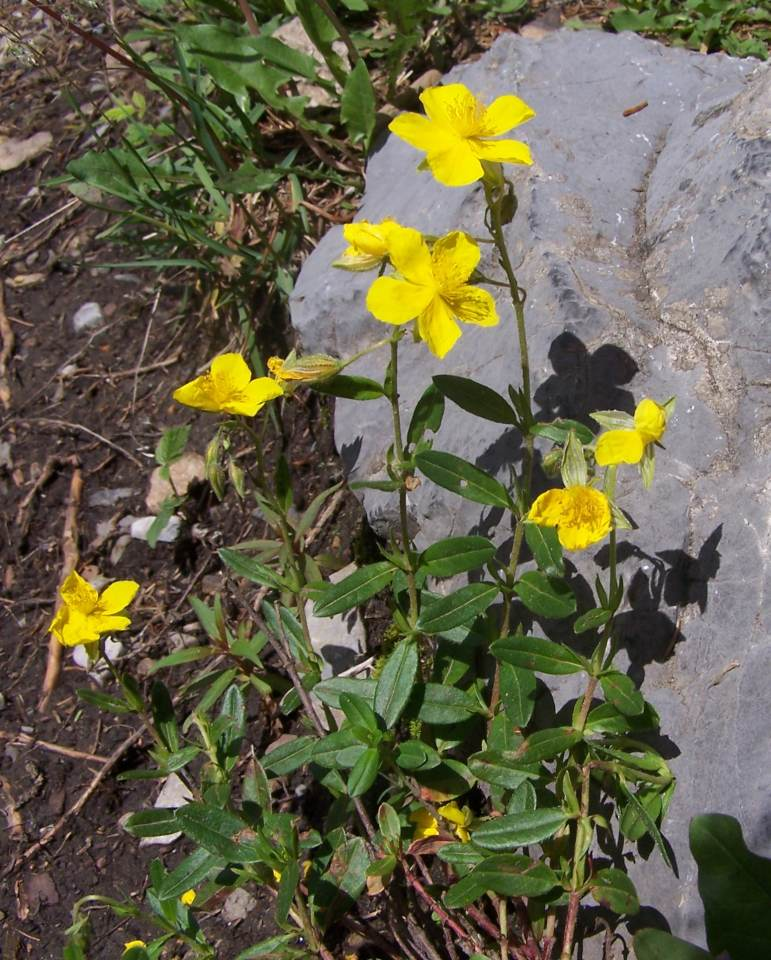
Posłonek rozesłany wielkokwiatowy
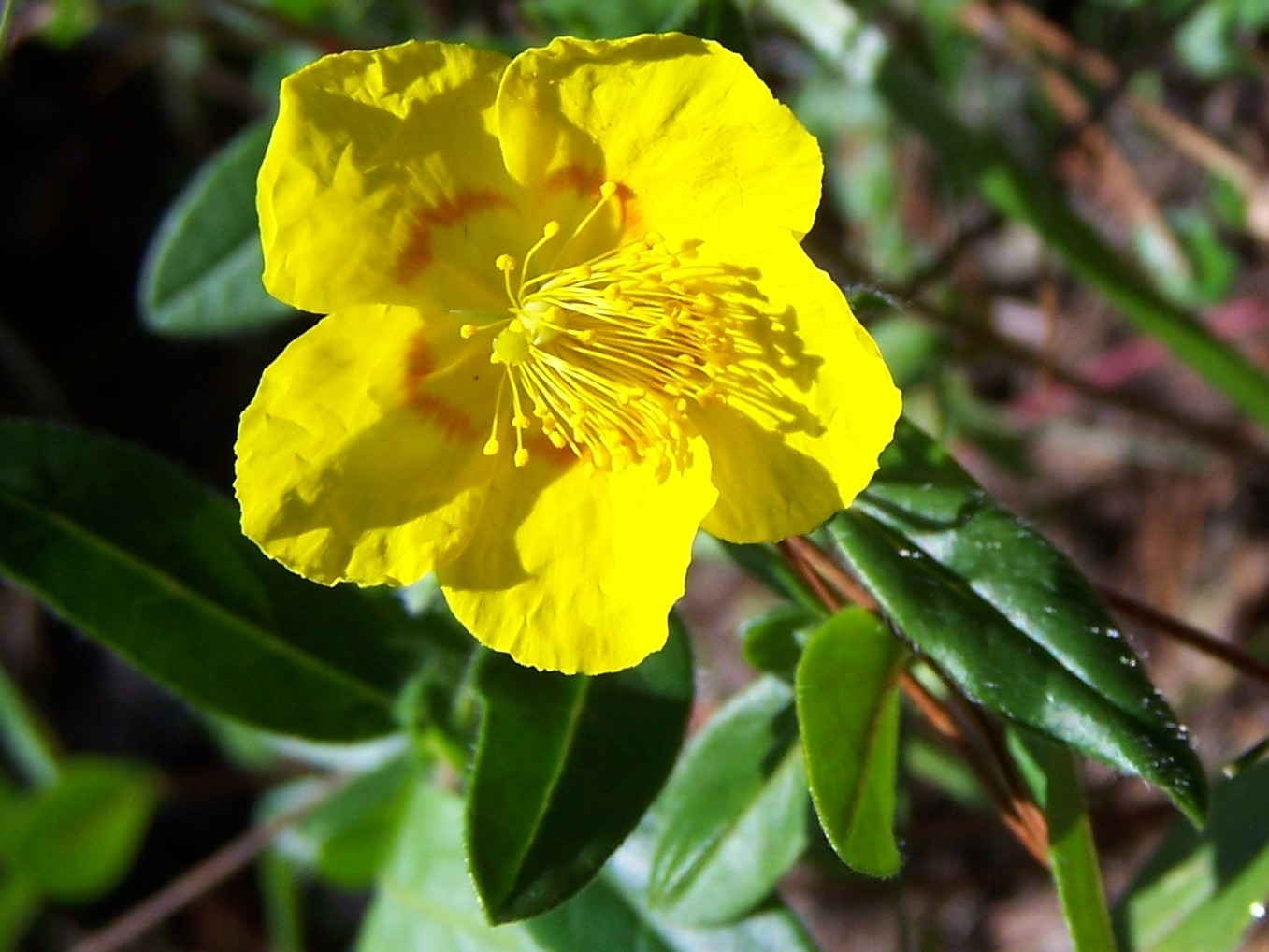
Posłonek rozesłany wielkokwiatowy

## Zastosowanie
Jest uprawiany jako roślina ozdobna w różnych odmianach, o różnej barwie kwiatów. Szczególnie nadaje się do ogrodów skalnych i na rabaty. Uprawia się go z nasion, przez odkłady lub z sadzonek. Preferuje stanowiska słoneczne, gleby mogą być jałowe, ale muszą być zasobne w wapń. W czasie mroźnych i bezśnieżnych zim nadziemne pędy mogą przemarznąć, ale roślina odnowi się. Aby uzyskać ładny wygląd rośliny, starsze pędy należy przycinać. Cięcie zwiększa też odporność roślin na mróz.

## Nazewnictwo
- Nazwa rodzajowa rośliny pochodzi od łacińskich słów helios = słońce i anthos = kwiat, nazwa gatunkowa od słowa nummmullus = pieniążek (kształt korony jest okrągły, jak pieniążek)[6].
- Dawne nazwy ludowe rośliny to: cyronia, czystek słoneczny, panak chironow, poruszenik, posłonek, słoneczny obrot, wdówki, złotojeść pospolita.